# Pavel Francouz (Schriftsteller)
Pavel Francouz (* 12. Mai 1932 in Jasenná na Moravě; † 1. April 1995 in Pilsen) war ein tschechischer Schriftsteller.

## Leben
Francouz besuchte zunächst die Pädagogische Hochschule in Karlsbad und absolvierte dann die Filmhochschule in Prag. Er wurde Direktor einer Schule im bei Pilsen gelegenen Sytno. Pavel Francouz verfasste Erzählungen, die er in Pilsener und Prager Zeitschriften veröffentlichte, und schrieb mehrere Fernsehspiele.

## Werke (Auswahl)
- Hodinky s vodotryskem, Fernsehspiel, 1968
- Velká dobrodružná cesta, Fernsehspiel, 1969
- C-Dur, Fernsehspiel, 1970
- Případ Daniel, Fernsehspiel, 1973
- Takové ticho, Erzählband, 1974
- Dirka, na které nezáleželo, Erzählband, 1979

Einzelne Erzählungen wurden auch ins Deutsche übersetzt.